# Tōkyō Taiikukan

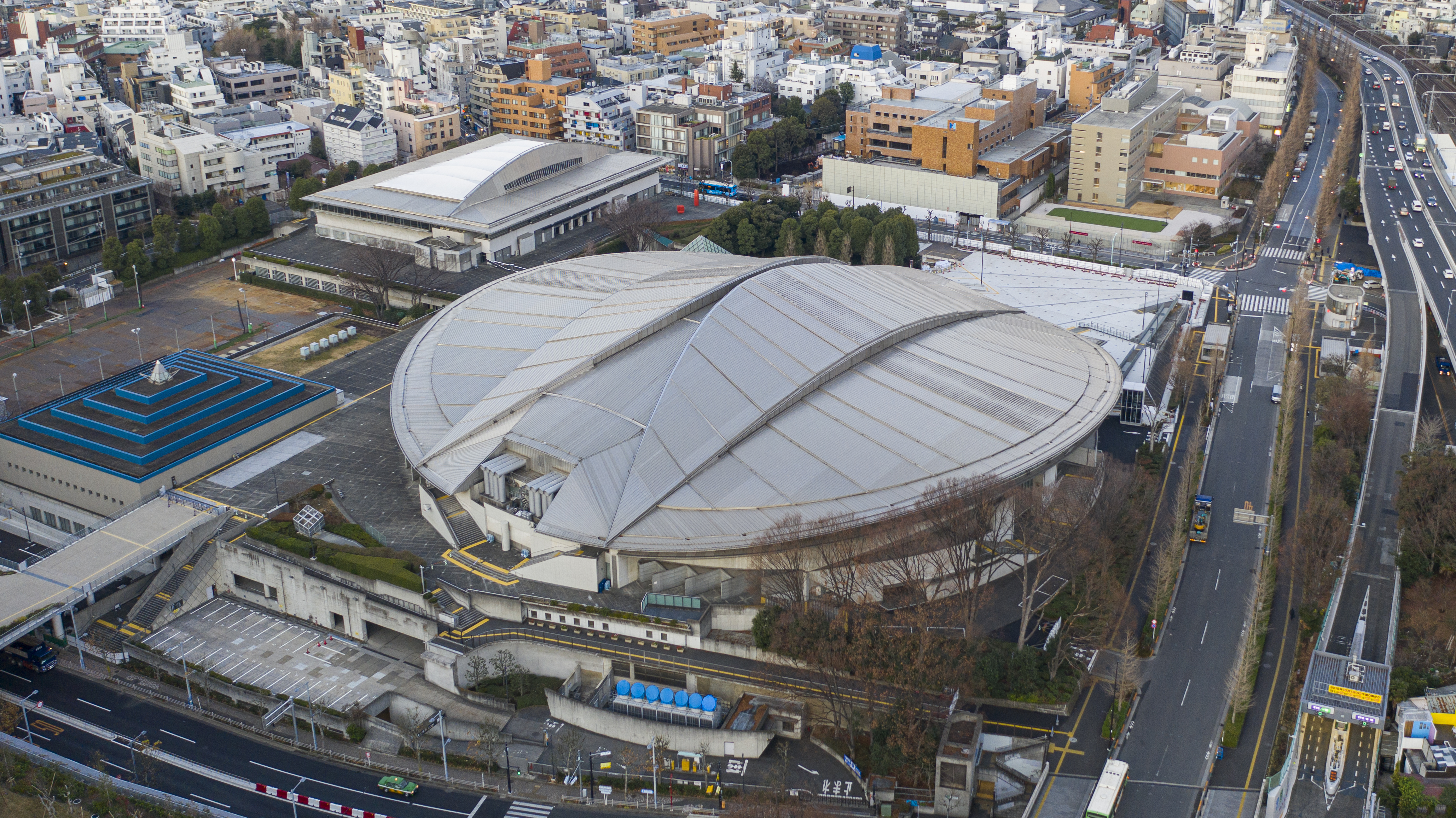
Tōkyō Taiikukan

Die Tōkyō Taiikukan (jap. 東京体育館, „Sporthalle Tokio“; engl. Tokyo Metropolitan Gymnasium, „Sporthalle der Präfektur Tokio“) ist eine 1954 erbaute Veranstaltungshalle im Bezirk Shibuya der Präfektur Tokio. Sie liegt im Stadtteil Sendagaya im westlichen Zentrum Tokios und fasst 10.000 Zuschauer.

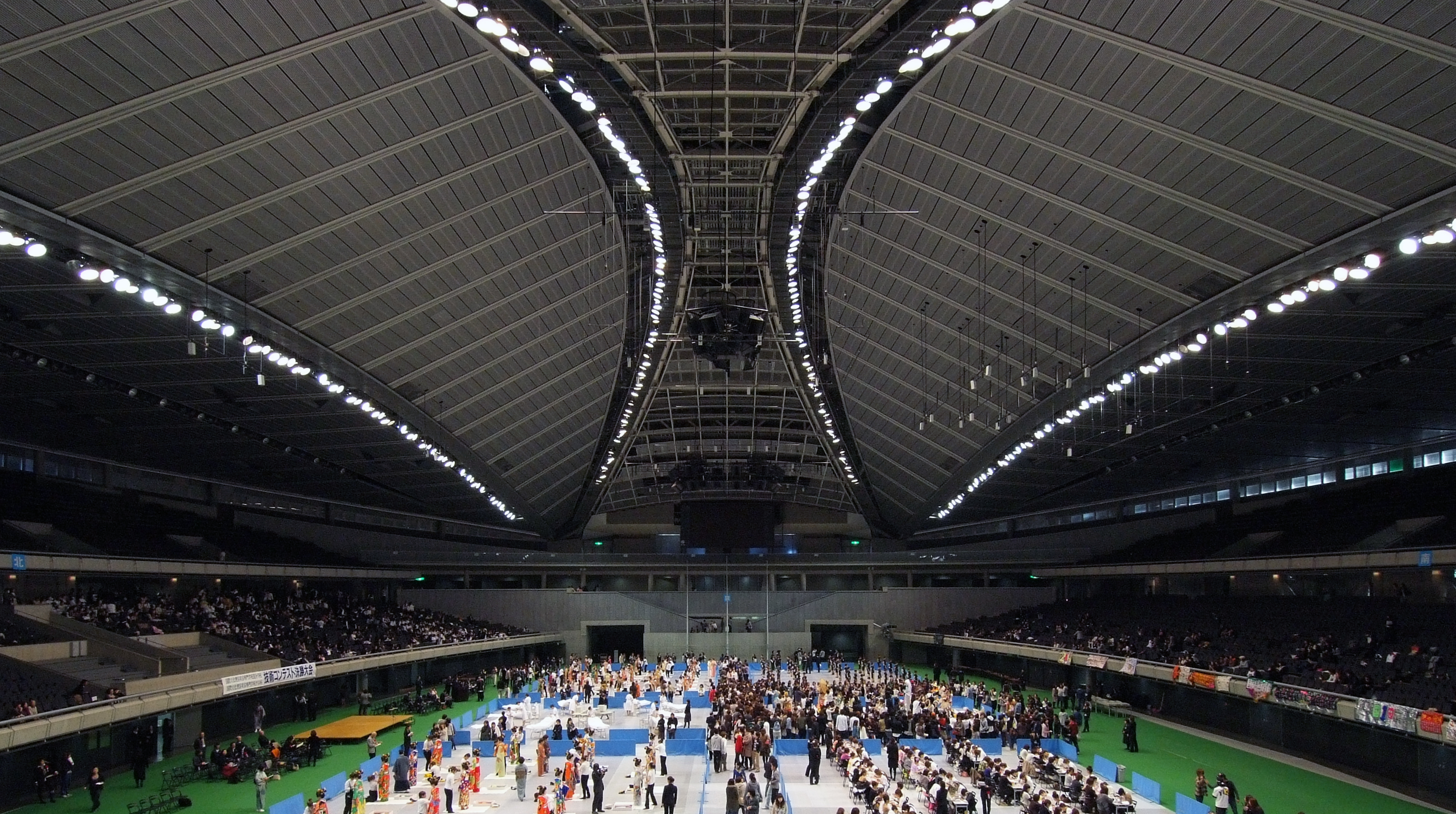

Eigentümer ist die Präfektur Tokio, Betreiber ist die Tōkyō-to Sports Bunka Jigyōdan, eine Stiftung (zaidan-hōjin), die im Auftrag der Präfekturverwaltung mehrere Sporteinrichtungen wie z. B. den Olympiapark Komazawa betreibt.
Im Tōkyō Taiikukan fanden zahlreiche nationale und internationale Sportereignisse und Konzerte bekannter Künstler statt. Bei den Olympischen Spielen 1964 wurde die Halle für Turn- und Schwimmwettbewerbe genutzt. Während den Olympischen Spielen 2020 fanden im Tōkyō Taiikukan die Tischtennisspiele statt.